# جون إتش روس
جون إتش روس (بالإنجليزية: John H. Ross)‏ هو طيار أمريكي، ولد في 8 يونيو 1918 في Coleman, Oklahoma ‏ في الولايات المتحدة، وتوفي في 9 أغسطس 2013 في سانفورد في الولايات المتحدة.